# Rehema Nanfuka
 (juin 2024).
 (juin 2024).
La mise en forme du texte ne suit pas les recommandations de Wikipédia : il faut le « wikifier ».
Les points d'amélioration suivants sont les cas les plus fréquents. Le détail des points à revoir est peut-être précisé sur la page de discussion.
- Les titres sont pré-formatés par le logiciel. Ils ne sont ni en capitales, ni en gras.
- Le texte ne doit pas être écrit en capitales (les noms de famille non plus), ni en gras, ni en italique, ni en « petit »…
- Le gras n'est utilisé que pour surligner le titre de l'article dans l'introduction, une seule fois.
- L'italique est rarement utilisé : mots en langue étrangère, titres d'œuvres, noms de bateaux, etc.
- Les citations ne sont pas en italique mais en corps de texte normal. Elles sont entourées par des guillemets français : « et ».
- Les listes à puces sont à éviter, des paragraphes rédigés étant largement préférés. Les tableaux sont à réserver à la présentation de données structurées (résultats, etc.).
- Les appels de note de bas de page (petits chiffres en exposant, introduits par l'outil «  Source ») sont à placer entre la fin de phrase et le point final[comme ça].
- Les liens internes (vers d'autres articles de Wikipédia) sont à choisir avec parcimonie. Créez des liens vers des articles approfondissant le sujet. Les termes génériques sans rapport avec le sujet sont à éviter, ainsi que les répétitions de liens vers un même terme.
- Les liens externes sont à placer uniquement dans une section « Liens externes », à la fin de l'article. Ces liens sont à choisir avec parcimonie suivant les règles définies. Si un lien sert de source à l'article, son insertion dans le texte est à faire par les notes de bas de page.
- La présentation des références doit suivre les conventions bibliographiques. Il est recommandé d'utiliser les modèles {{Ouvrage}}, {{Chapitre}}, {{Article}}, {{Lien web}} et/ou {{Bibliographie}}. Le mode d'édition visuel peut mettre en forme automatiquement les références.
- Insérer une infobox (cadre d'informations à droite) n'est pas obligatoire pour parachever la mise en page.

Pour une aide détaillée, merci de consulter Aide:Wikification.
Si vous pensez que ces points ont été résolus, vous pouvez retirer ce bandeau et améliorer la mise en forme d'un autre article.
Rehema Nanfuka, née le 25 mai 1986, est une actrice, réalisatrice et cinéaste ougandaise. 
Elle est spécialisée dans le cinéma, le théâtre et la télévision. Elle est connue pour ses rôles dans les films Imani, Veronica's Wish, Imbabazi, The Girl in the Yellow Jumper, Queen of Katwe et Imperial Blue,,.
En 2018, elle remporte le prix de la meilleure réalisatrice aux Uganda Film Festival Awards 2018, devenant ainsi la première femme à être distinguée dans cette catégorie.

## Biographie
Rehema Nanfuka naît le 25 mai 1986, étudie au lycée de Kibuli, et poursuit ses études à l'Université Makerere (Ouganda). Elle obtient un diplôme en commerce international. Elle est également une ancienne élève du Maisha Film Lab.

## Film et télévision
Rehema Nanfuka commence sa carrière d'actrice dans la production 2008 du Maisha Film Lab réalisé par Mira Nair, Downcast, où elle joue le rôle d'une femme au foyer. Son rôle marquant de Mary, la servante, dans le film Imani, lui vaut deux prix : l'Africa Movie Academy Award de l'actrice la plus prometteuse en 2010 (elle partage la victoire avec Chelsea Eze) ; et le prix de la meilleure actrice au Festival du film africain de Cordoue, en Espagne en 2010,.
Le film remporte l'Africa Movie Academy Award du meilleur film en langue africaine.
Rehema est remarquée par le critique de Variety, Boyd Van Hoeij, qui écrit : « Rehema Nanfuka, en tant que femme de chambre en détresse dans le deuxième meilleur segment, impressionne par son sens discret de la dignité ». Le critique du Hollywood Reporter Neil Young écrit : « Nanfuka et Buyi sont des artistes prometteurs et s'adaptent bien aux personnages proposés ».
En 2013, elle joue dans Le Pardon (Imbabazi) de Joel Karekezi, film traitant du génocide rwandais. Elle est nommée pour le prix de la meilleure actrice au Festival du cinéma africain de Khouribga, au Maroc, en 2015.
En 2016, Rehema interprète le rôle de Suzanna dans Yat Madit aux côtés de Gladys Oyenbot et Michael Wawuyo. Ce rôle lui vaut le prix de la meilleure actrice télévisée au Festival du film d'Ouganda en 2017,,.
En 2018, Nanfuka réalise le film Veronica's Wish. Elle remporte le prix de la meilleure réalisatrice au Festival du film ougandais à Kampala. Elle est la première femme à obtenir cette distinction en Ouganda. Le film remporte huit autres prix sur un total de douze nominations.

## Théâtre
Sur le plan théâtral, elle joue ses premiers rôles dans des pièces mises en scène au Théâtre National (Lady Macbeth dans la pièce Macbeth,).
Elle incarne en 2015 Dorra et Kate dans Le corps d'une femme comme champ de bataille dans la guerre de Bosnie, pièce du dramaturge franco-roumain Matei Visniec. Elle joue dans Ga-Ad! de Judith Adong. Parmi ses autres performances théâtrales figurent The Laramie Project, Tropical Fish, Huis clos de Jean-Paul Sartre, Just Me You and the Silence et The River and the Mountain.
Rehema est l'une des voix d'acteurs dans The Cow Needs a Wife, pièce diffusée sur le programme BBC African Performance en 2010.
L'histoire de Rehema est présentée dans The Moth,. En tant qu'artiste de création parlée, Rehema participe au projet en Afrique du Goethe Institut. Elle est la gagnante du Kampala Slam 2013,.
Rehema a fait des publicités pour Airtel Ouganda, Airtel Malawi, Milkman Ouganda et ECO Bank Uganda.

## Nominations et récompenses
| Prix  | Prix                                                  | Prix                                                      | Prix     |
| Année | Prix                                                  | Catégorie                                                 | Résultat |
| ----- | ----------------------------------------------------- | --------------------------------------------------------- | -------- |
| 2018  | Prix du Festival du film ougandais                    | Meilleur réalisateur pour le film Le souhait de Véronique | Lauréat  |
| 2017  | Prix du Festival du film ougandais                    | Meilleure actrice dans une série télévisée à Yat Madit    | Lauréat  |
| 2015  | Festival du Cinéma Africain de Khouribga, Maroc       | Meilleure actrice dans Le Pardon – rôle                   | Nommée   |
| 2013  | Projet de création orale du Goethe Institute, Afrique | Meilleur artiste de création parlée à Kampala             | Lauréat  |
| 2010  | Festival du cinéma africain de Cordoue, Espagne       | Prix de la meilleure actrice au cinéma (rôle Imani)       | Lauréat  |
| 2010  | Prix de l'Académie du cinéma africain, Nigéria        | Actrice la plus prometteuse (rôle Imani)                  | Lauréat  |

## Filmographie

### Film
- 2022 : Kafa Coh, actrice Lisa Borera
- 2020 : The Girl in the Yellow Jumper, actrice Dorothy
- 2018 : Veronica's Wish, réalisatrice
- 2018 : Kafa Coh, actrice
- 2018 : Facing North, actrice
- 2018 : Imperial blue, actrice
- 2018 : 5 Yogera shorts, réalisatrice
- 2017 : Kyenvu
- 2017 : Tebandeke's Dream
- 2017 : Papi[25]
- 2015 : Queen of Katwe
- 2015 : King of Darkness
- 2013 : Le Pardon (Imbabazi)
- 2013 : The Road We Travel
- 2013 : Haunted Souls
- 2013 : Nico the Donkey
- 2013 : 4G Spirit
- 2010 : Imani
- 2010 : Estranged
- 2009 : The Pardon
- 2008 : Down Cast

### Télévision
| Année | Séries télévisées       | Rôle                                | Rôle      | Rôle     | Rôle       | Remarques                                  |
| Année | Séries télévisées       | Acteur                              | Directeur | Écrivain | Producteur | Remarques                                  |
| ----- | ----------------------- | ----------------------------------- | --------- | -------- | ---------- | ------------------------------------------ |
| 2018  | Export Baby (épisode 2) | Une mère obligée de vendre son bébé |           |          |            | NPO 1 Radiodiffusion publique néerlandaise |
| 2018  | Réflexions              | Nkinzi                              |           |          |            | Photos de Savannah Lune                    |
| 2016  | Yat Madit               | Suzanne                             |           |          |            | Focus médiatique sur l’Afrique             |
| 2014  | J'adore Makanika        | Plomb                               |           |          |            | Dilstories                                 |
| 2011  | Fruits de l'amour       | Fille aînée                         |           |          |            | IVAD Productions                           |
| 2010  | Kakibe ki!              | Plomb                               |           |          |            | NTV Ouganda                                |

### Théâtre
| Année | Production                                              | Rôle                          | Rôle        | Rôle       | Rôle       | Notes                           |
| Année | Production                                              | Acteur                        | Réalisateur | Scénariste | Producteur | Notes                           |
| ----- | ------------------------------------------------------- | ----------------------------- | ----------- | ---------- | ---------- | ------------------------------- |
| 2019  | Niqabi Ninja                                            | Hana                          |             |            | [ 26 ]     |                                 |
| 2018  | The Slay Queens of Africa Musical                       |                               | Oui         |            |            | Afroman Spice                   |
| 2018  | Adoption                                                | Wife                          |             |            |            |                                 |
| 2018  | We are back! Destiny Africa 2018 tour                   |                               | Oui         |            |            |                                 |
| 2017  | Tropical Fish                                           | Solo Performer                | Oui         |            |            |                                 |
| 2017  | Just You, Me and the Silence                            | Wife/Journalist               |             |            |            |                                 |
| 2017  | My life in a coloured box                               | Solo performer                |             |            |            |                                 |
| 2017  | TVET                                                    |                               | Oui         |            |            | For Belgium embassy             |
| 2016  | The Laramie Project                                     | Journalist/ Student /Lecturer |             |            |            |                                 |
| 2016  | Ga-AD!                                                  | Faith – Secretary             |             |            |            |                                 |
| 2016  | One Man, One Wife                                       |                               | Oui         |            |            | (Laba Fest)                     |
| 2015  | The body of a woman as a Battlefield in the Bosnian war | Dorra and Kate                |             |            |            |                                 |
| 2015  | Betrayal in the City                                    |                               | Oui         |            |            |                                 |
| 2015  | Visions of Destiny                                      |                               | Oui         | Oui        |            |                                 |
| 2013  | Macbeth                                                 | Lady Macbeth                  |             |            |            |                                 |
| 2012  | The River and the Mountain                              | Pastor                        |             |            |            |                                 |
| 2011  | No Exit                                                 | Estelle                       |             |            |            |                                 |
| 2010  | The cow needs a wife                                    | Blind Janat                   |             |            |            | BBC African Performance Program |